# Calopteryx splendens
Calopteryx splendens là loài chuồn chuồn trong họ Calopterygidae. Loài này được Harris mô tả khoa học đầu tiên năm 1782.

## Hình ảnh

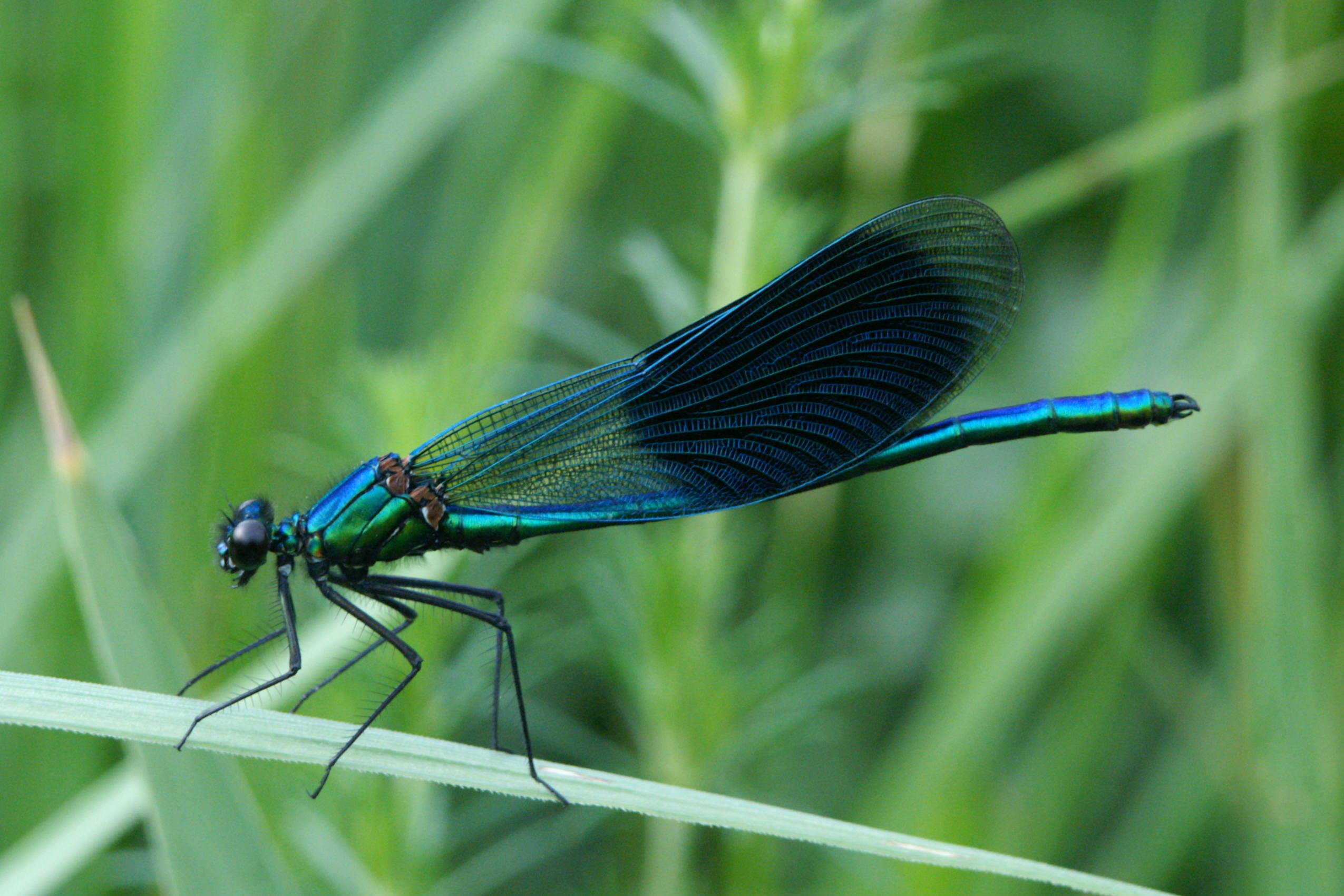
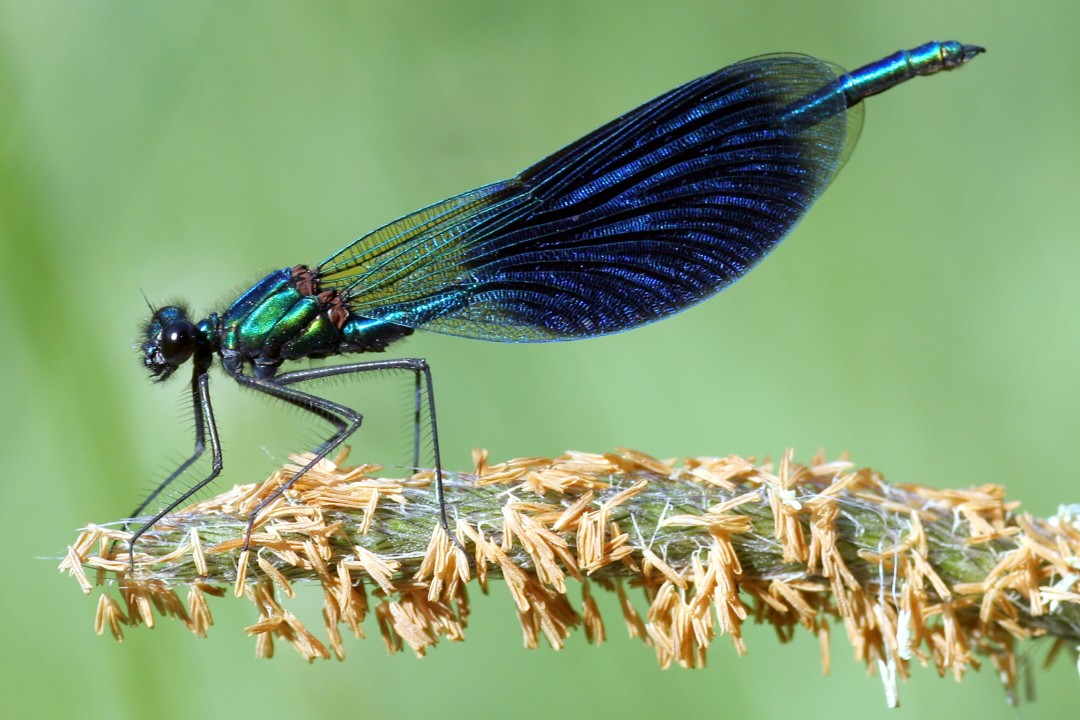
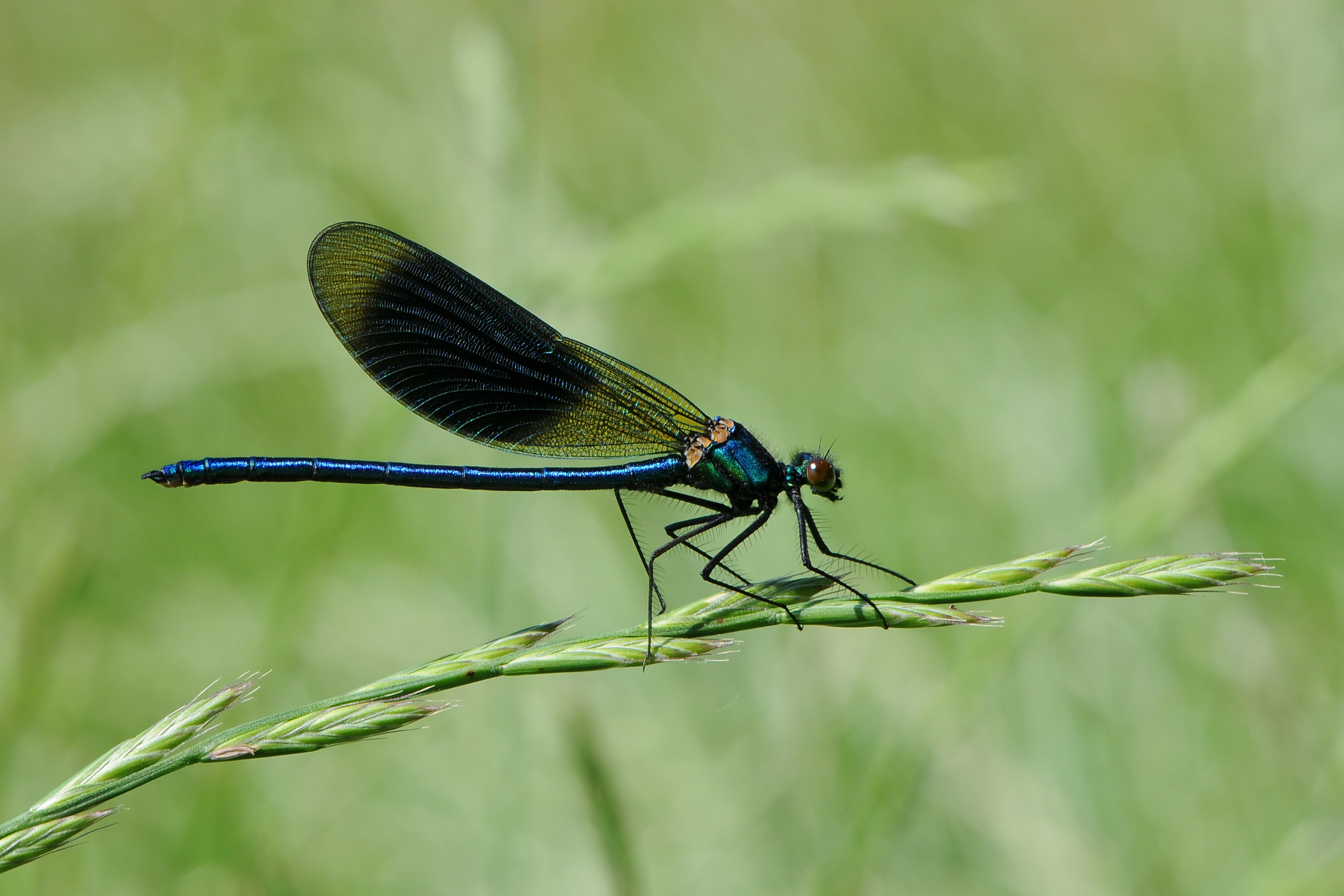
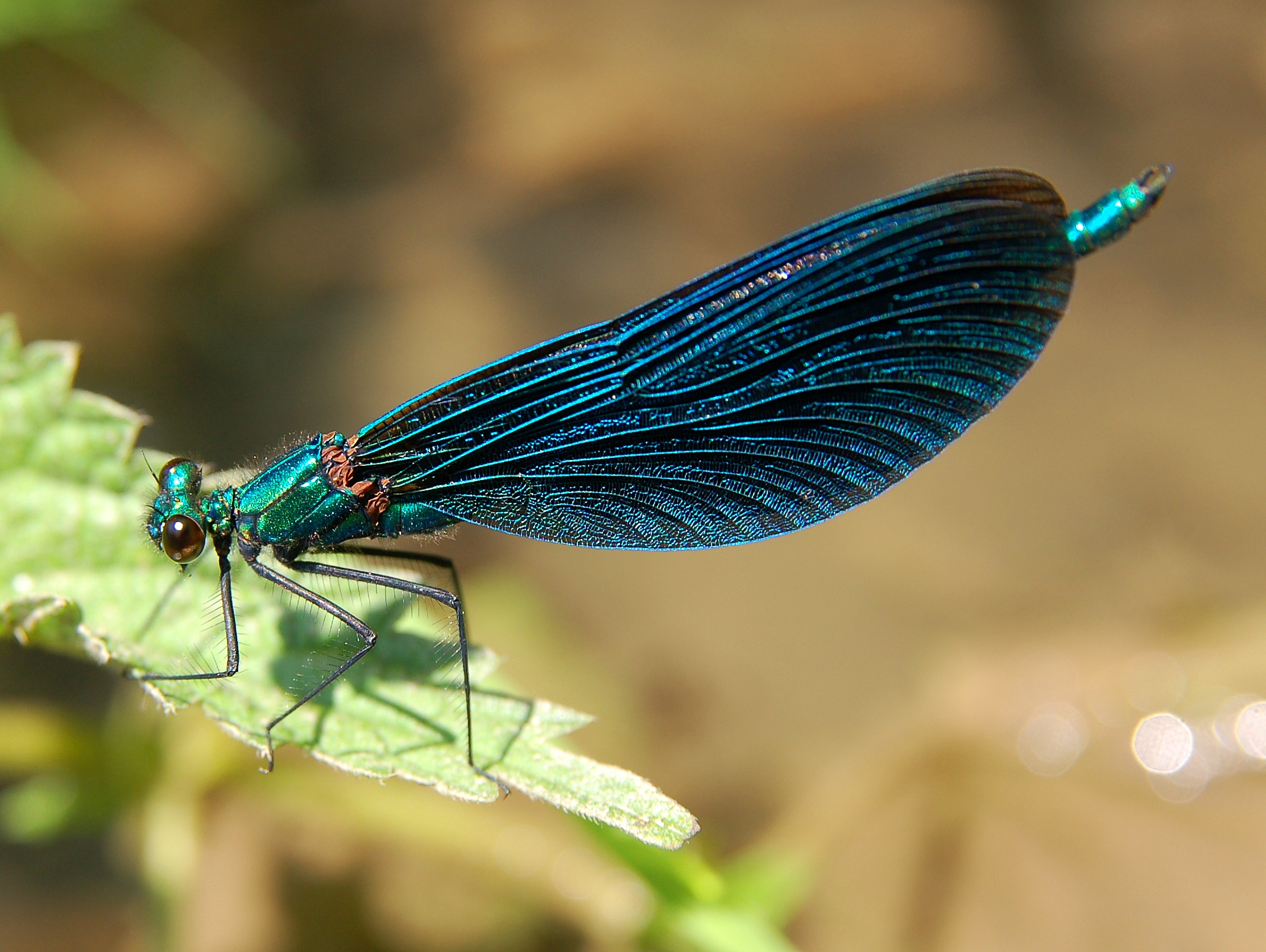